# Les Arcs (estación de esquí)
Les Arcs es una estación de esquí situada en Saboya, Francia, cerca de Bourg-Saint-Maurice, junto al Mont-Blanc en la región de Auvernia-Ródano-Alpes y fue creada por Robert Blanc y Roger Godino. Está compuesta por cuatro áreas, denominadas por su altitud aproximada:
- Arc 1600
- Arc 1800
- Arc 1950
- Arc 2000

Las cuatro zonas están bien comunicadas por carretera, y Arc 1600 está unida a Bourg-Saint-Maurice por un funicular.

## Historia

### Creación de Les Arcs
1968: Apertura del resort Arc 1600.

1974: Apertura del resort Arc 1800 con la inauguración del Hotel du Golf.

1979: Apertura del resort Arc 2000, con el Club Med.

2003: Inauguración de las primeras residencias turísticas en Arc 1950. 

Gracias al éxito de la reunión, a principios de los años 60, entre el promotor y constructor Roger Godino, y el instructor de esquí y guía de montaña Robert Blanc, nacido en la zona, tomó forma Les Arcs, con la ayuda de conocidos ingenieros y urbanistas que colaboraron en el proyecto.
Se siguieron tres normas fundamentales con el fin de crear una estética funcional y una construcción en consonancia con el desarrollo turístico de ese momento:
Respeto de la zona y el entorno natural.

La conservación de los antiguos chalets de montaña.

El uso de material local. 

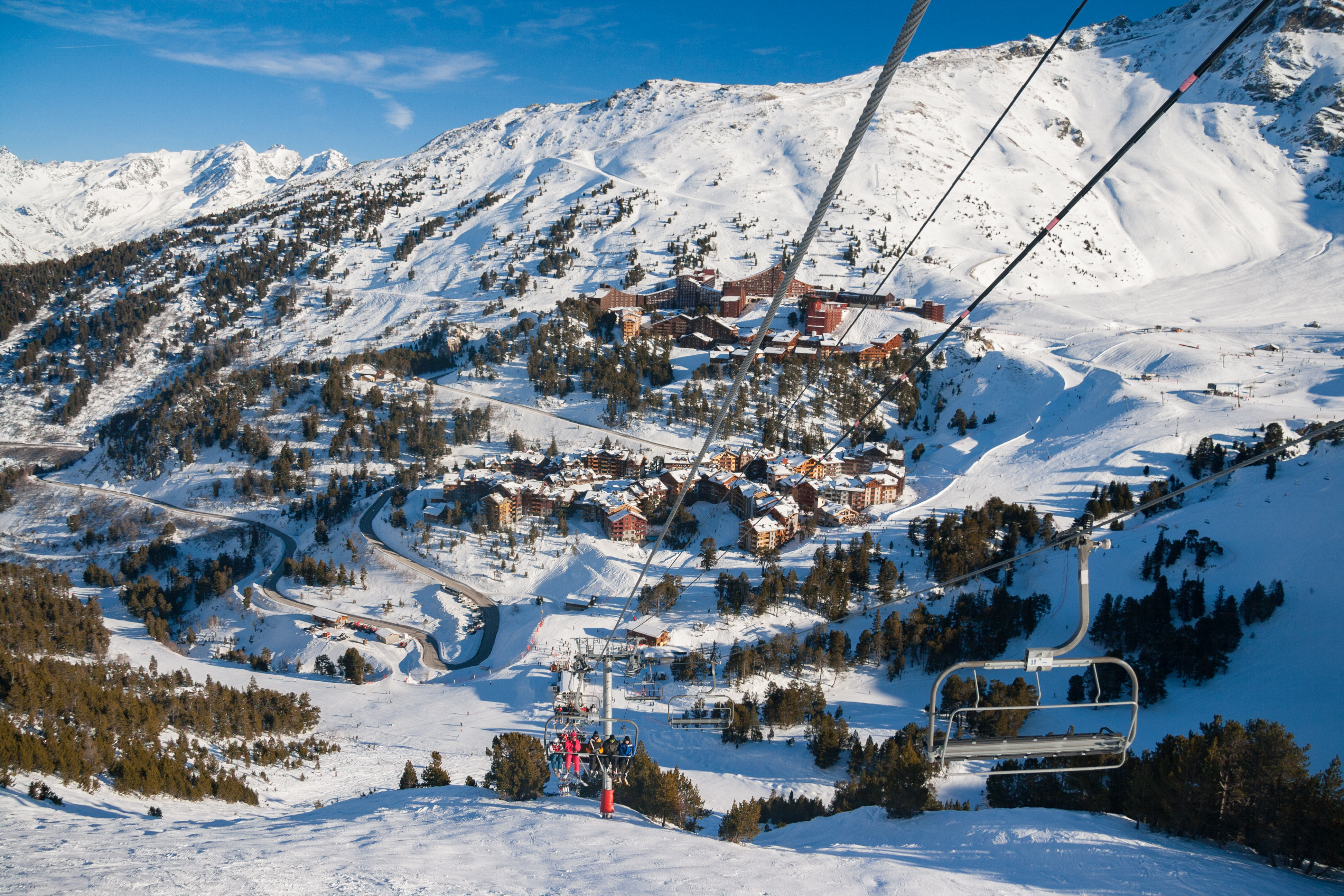
Arc 1950 y 2000.

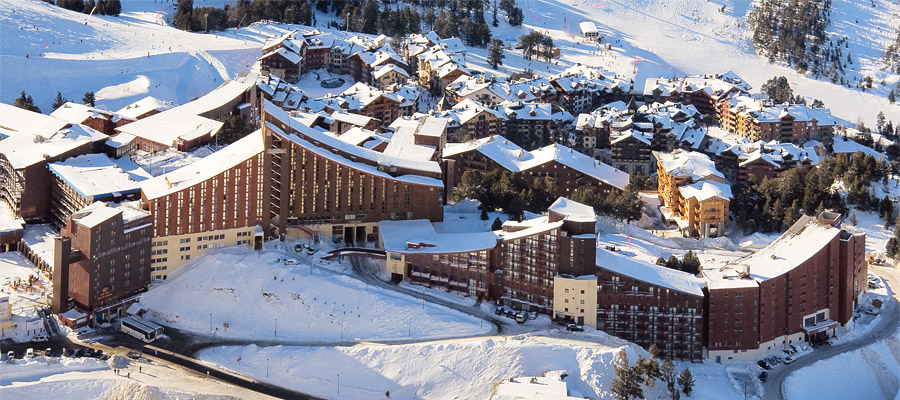
Vista de Arc 2000 y 1950 desde el Aiguille Rouge.

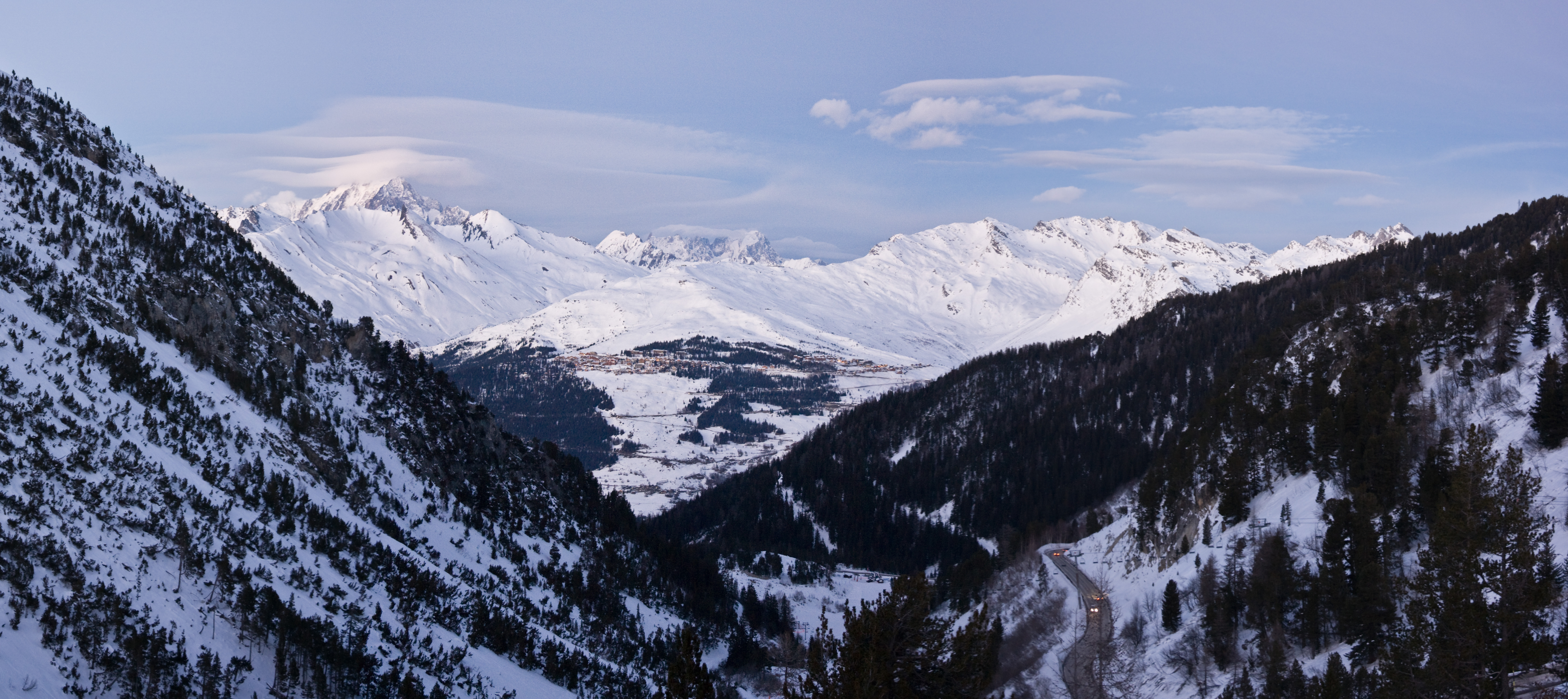
Vista del Mont-Blanc, desde Arc 1950.

Les Arcs está completamente integrado en la montaña, y se distingue por la arquitectura exterior de los edificios y unos interiores de conceptos abiertos (cocina abierta, grandes ventanales y balcones), que facilitó un nuevo estilo de vida.

### Marca delsigloXX
En 1999, el Ministerio de Artes y Comunicaciones introdujo nuevas políticas en favor de la arquitectura y el patrimonio urbano del siglo XX: protección, sensibilización del público y restauración. Como prueba de la modernidad de construcciones en montaña y en la naturaleza, el urbanismo de Les Arcs es estudiado por la Escuela de Arquitectura de Grenoble.

### Charlotte Perriand
Charlotte Perriand trabajó con Le Corbusier durante diez años. Formó parte del equipo de diseño de Les Arcs que incluía a Roger Godino, Robert Blanc, Gaston Regairaz, Guy Rey-Millet y Bernard Taillefer. Su trabajo se puede apreciar en una exposición, en el Centro Nacional de Arte y Cultura Beaubourg.

## Dominio esquiable
El dominio esquiable es de unos 200 km repartidos entre 106 pistas, principalmente azules y rojas. El 11 % del dominio está cubierto artificialmente. Está compuesto por dos vertientes: por un lado Arc 1600 y Arc 1800 y por otro Arc 1950 y Arc 2000.
Los dominios de Les Arcs, Peisey-Vallandry y La Plagne están unidos por el teleférico Vanoise Express, y forman el dominio Paradiski, con 425 km de pistas.
Su punto culminante es el pico Aiguille Rouge, de 3226 m s. n. m., situado sobre el dominio Arc 2000 y accesible por teleférico.
El dominio cuenta también con:
- 3 pistas de slalom.
- 3 instalaciones de nuevas modalidades (snow park, boader cross, etc.)

También incluye 8 pistas NATUR (pistas naturales no modificadas, balizadas y aseguradas) entre las que se encuentran las más difíciles de la estación.

## Acontecimientos deportivos

### Juegos Olímpicos
En 1992, Les Arcs fue una de las sedes donde se celebraron pruebas correspondientes a los Juegos Olímpicos de Invierno de Albertville 1992.

### Tour de Francia
En 1996, Les Arcs fue final de una etapa del Tour de Francia que salía de Chambéry y que ganó el ciclista francés Luc Leblanc. En el ascenso a la estación Miguel Induráin, vencedor de las cinco ediciones anteriores de la carrera, sufrió un desfallecimiento que le apartó de toda opción de ganar el Tour, en el que ya no volvió a participar.